# 南新城郡
南新城郡，中国南北朝时设置的郡。
南齐时改新城郡置南新城郡，属梁州。治所在房陵县（今湖北省房县）。下辖房陵县、绥阳县、昌魏县、祁乡县、阆阳县、乐平县。南朝梁恢复为新城郡。